# Far Cry Instincts
Far Cry Instincts is een first-person shooter computerspel ontwikkeld en gepubliceerd door Ubisoft voor de Xbox. Het spel werd op 27 september 2005 uitgegeven in Noord-Amerika en drie dagen later, op 30 september 2005, kwam het spel ook in Europa uit. Het spel is een vernieuwde versie van de originele Far Cry game die enkel op Windows uitkwam. 
Ubisoft heeft ook een aantal vervolgen uitgegeven van dit spel: 
Far Cry Instincts: Evolution voor de Xbox en ook Far Cry Instincts: Predator voor de Xbox 360.  

## Verhaal
Het spel volgt het verhaal van Jack Carver, een oud US Navy lid, die ontslagen is na een reeks illegale acties. Hij begint een winkel in Manhattan, waarbij hij aan alles en iedereen wapens verkocht. Omdat zijn wapens gebruikt werden bij een aanslag op de maffia, was Jack Carver genoodzaakt te vluchten naar Micronesië. 
Eenmaal daar verdiende hij zijn geld met het vervoeren van mensen op een veerpont. Uiteindelijk komt er een vrouw, Valerie Cortez. Zij biedt Jack een groot geldbedrag als hij haar zou vervoeren naar een afgelegen eilandgroep 'Jacutan'. Jack Carver accepteert, vaart erheen, Cortez doet haar eigen ding en verlaat Jack, waarna hij in slaap valt. 
Als Jack Carver weer wakker wordt, wordt zijn boot omsingeld door helikopters die het vuur openen. Jack vlucht, ontkomt en moet schuilen. Op dit moment krijgt de speler controle over het personage van Jack Carver. 
Na een kort introductielevel, krijgt de spelers een hoofdtelefoon met instructies van een stem die zich 'Doyle' noemt. Het blijkt dat Cortez van de CIA is om Doyle te redden. Doyle was op pad om het werk van de kwade professor Dr. Krieger en ex-kolonel Richard Crowe te ontmaskeren. Dit werk betreft het ontwikkelen van een serum waarbij de fysieke krachten van de mens drastisch toenemen, tot gevaarlijke proporties en animaal gedrag.
Uiteindelijk gaat de spelers als Jack de strijd aan met Krieger en Crowe. Hij verslaat Crowe in een van de laatste gevechten, waarna de mutanten met het serum niet meer Krieger als opperbaas zien, maar de speler (Jack). Dit zorgt ervoor dat de mutanten met het serum uiteindelijk zelf Krieger omleggen. 

## Vervolg en remakes
Far Cry Instincts: Evolution
Dit is een direct vervolg op het verhaal van Far Cry Instincts en kwam uit op Xbox op 28 maart 2006. Jack Carver wordt ingehuurd door Kade om een wapendeal te sluiten tussen piraten en de overheid van Micronesië. Dit gaat fout door rebellerende vechters, onder leiding van Semeru. Uiteindelijk versla je Semeru. 
Het spel bevat nieuwe wapens en voertuigen vergeleken met de originele Far Cry Instincts. 
Far Cry Instincts: Predator
Predator kwam uit voor de Xbox 360 en werd op dezelfde dag gelanceerd als Evolution. Het bevatte een grafisch verbeterde versie van zowel Instincts als Evolution. 
Paradise Lost
Paradise Lost is een arcade versie van Far Cry Instincts. Het is ontwikkeld door Global VR en uitgegeven door Ubisoft in 2007. 

## Ontvangst
Far Cry Instincts is 'gemiddeld' ontvangen, volgens Metacritic.